# Harvard Law School
Harvard Law School é uma Unidade Acadêmica da Universidade Harvard. Fundada em 1817, é a mais antiga escola de direito ainda em atividade nos Estados Unidos. Em lista da revista U.S. News & World Report, a HLS figura como a quarta melhor faculdade de direito do país; atrás da Yale Law School, Stanford Law School e University of Chicago Law School. Localizada em Cambridge, Massachusetts, a Harvard Law School representa a maior infraestrutura de educação superior no país e também possui a maior biblioteca universitária sobre direito. 
A Harvard Law School já formou um grande número de líderes políticos; entre os quais dois tornaram-se Presidentes dos Estados Unidos, Rutherford B. Hayes e Barack Obama, além do empresário e político republicano Mitt Romney. Outros graduados pela HLS são: Ma Ying-jeou,Robert Zoellick, Navanethem Pillay e Mary Robinson, entre outros. Muitos alunos tornaram-se também líderes e pioneiros no mundo financeiro, como: Lloyd Blankfein (presidente do Goldman Sachs) e Gerald Grinstein (CEO da Delta Air Lines), entre vários outros.

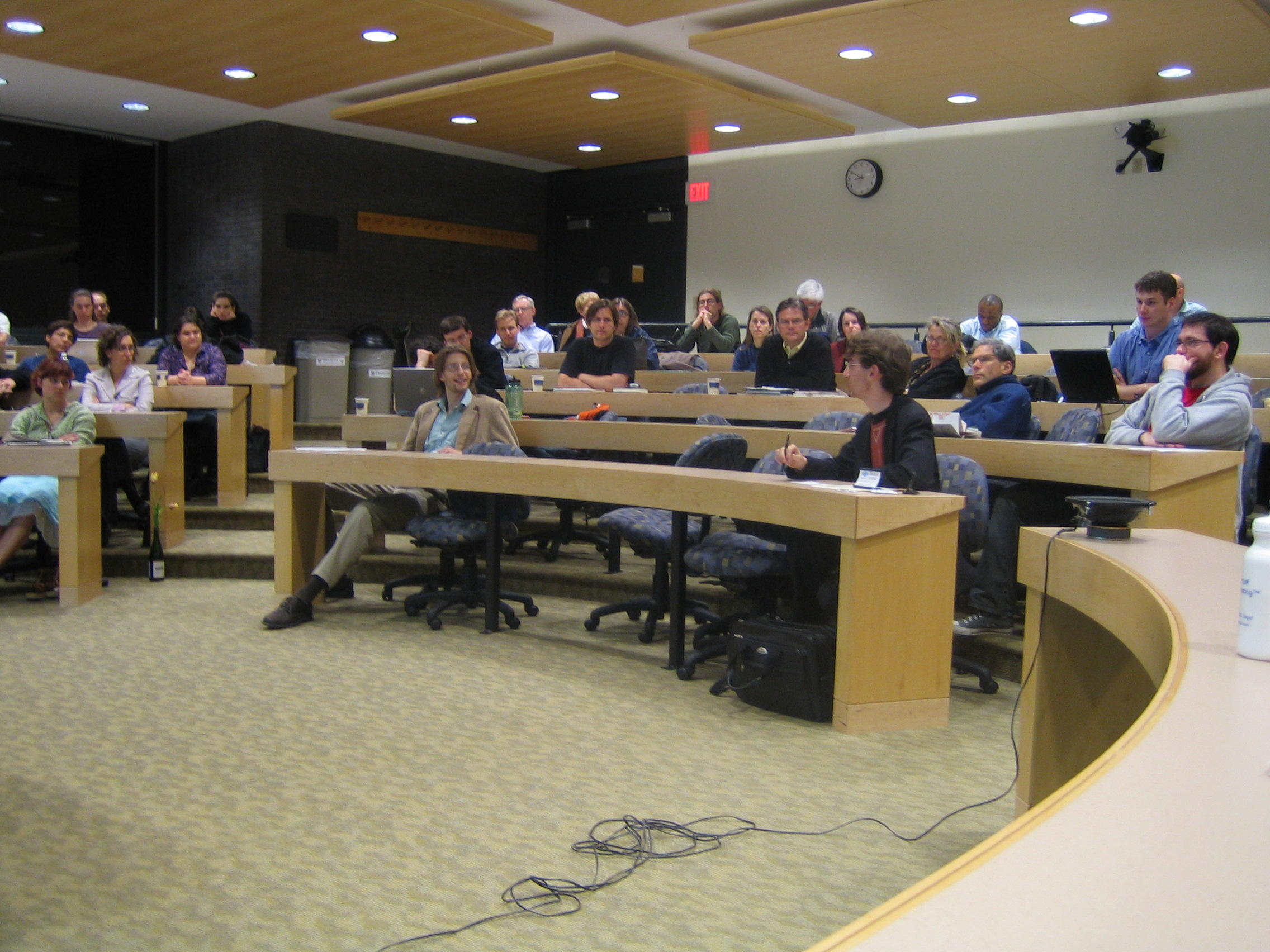
Sala de aula da HLS

## Alunos notáveis
- Rutherford B. Hayes, 19º Presidente dos Estados Unidos
- Barack Obama, 44º Presidente dos Estados Unidos
- William M. Evarts, Procurador-geral e Secretário de Estado dos Estados Unidos
- William Rehnquist, Chefe de Justiça da Suprema Corte dos Estados Unidos de 1986 a 2005
- Mitt Romney, Governador de Massachusetts
- Eliot Spitzer, 54º Governador de Nova Iorque
- Samantha Power, Representante Permanente para as Nações Unidas
- Robert Zoellick, 11º Presidente do Banco Mundial
- Ma Ying-jeou, Presidente da República da China
- Lobsang Sangay, Chefe do Governo Tibetano no Exílio
- Ruth Bader Ginsburg,  Associada de Justiça da Suprema Corte dos Estados Unidos